# Lincoln Versailles
O Versailles é um sedan de porte médio da Lincoln.